# Abtsteinach
Abtsteinach este o comună din landul Hessa, Germania.